# Nardin Mulahusejnović
Nardin Mulahusejnović (Gračanica, 9 febbraio 1998) è un calciatore bosniaco, attaccante del Noah.

## Carriera

### Club
Cresciuto nel settore giovanile del Bratstvo Gračanica, debutta in prima squadra il 5 marzo 2016 in occasione dell'incontro di Prva liga Federacije Bosne i Hercegovine perso 3-0 contro il Jedinstvo Bihać.

### Nazionale
Ha giocato nella nazionale bosniaca Under-21.

## Statistiche
Statistiche aggiornate al 4 novembre 2021.

### Presenze e reti nei club
| Stagione        | Squadra            | Campionato      | Campionato | Campionato | Coppe nazionali | Coppe nazionali | Coppe nazionali | Coppe continentali | Coppe continentali | Coppe continentali | Altre coppe | Altre coppe | Altre coppe | Totale | Totale | Totale |
| Stagione        | Squadra            | Comp            | Pres       | Reti       | Comp            | Pres            | Reti            | Comp               | Pres               | Reti               | Comp        | Pres        | Reti        | Pres   | Reti   |        |
| --------------- | ------------------ | --------------- | ---------- | ---------- | --------------- | --------------- | --------------- | ------------------ | ------------------ | ------------------ | ----------- | ----------- | ----------- | ------ | ------ | ------ |
| 2015-2016       | Bratstvo Gračanica | 1LB             | 2          | 0          | CB              | 0               | 0               |                    | -                  | -                  |             | -           | -           | 2      | 0      |        |
| 2016-2017       | Bratstvo Gračanica | 1LB             | 21         | 5          | CB              | 1               | 0               |                    | -                  | -                  |             | -           | -           | 22     | 5      |        |
| 2017-gen. 2018  | Zrinjski Mostar    | PL              | 3          | 0          | CB              | 0               | 0               | UCL                | 0                  | 0                  |             | -           | -           | 3      | 0      |        |
| gen.-giu. 2018  | GOŠK Gabela        | PL              | 14         | 7          | CB              | 0               | 0               |                    | -                  | -                  |             | -           | -           | 14     | 7      |        |
| 2018-2019       | Maribor            | 1.SNL           | 1          | 0          | CS              | 0               | 0               | UEL                | 0                  | 0                  |             | -           | -           | 1      | 0      |        |
| 2019-2020       | Maribor            | 1.SNL           | 5          | 1          | CS              | 0               | 0               | UCL+UEL            | 0                  | 0                  |             | -           | -           | 5      | 1      |        |
| 2020-2021       | Koper              | 1.SNL           | 35+2       | 14+1       | CS              | 3               | 3               |                    | -                  | -                  |             | -           | -           | 40     | 18     |        |
| ago. 2021       | Koper              | 1.SNL           | 6          | 1          | CS              | 0               | 0               |                    | -                  | -                  |             | -           | -           | 6      | 1      |        |
| 2021-2022       | NŠ Mura            | 1.SNL           | 3          | 1          | CS              | 1               | 0               | UECL               | 3                  | 0                  |             | -           | -           | 7      | 1      |        |
| Totale carriera | Totale carriera    | Totale carriera | 96         | 30         |                 | 4               | 3               |                    | 3                  | 0                  |             | -           | -           | 103    | 33     |        |

## Palmarès

### Club

#### Competizioni nazionali
- Coppa di Bosnia: 1

Zrinjski Mostar: 2023-2024
- Campionato bosniaco: 1

Zrinjski Mostar: 2024-2025

### Individuale
- Capocannoniere del campionato sloveno: 1

2020-2021 (14 gol, a pari merito con Jan Mlakar)